# Jean-Pierre Marcassus de Puymaurin
Jean-Pierre-Casimir Marcassus, Baron de Puymaurin, (Toulouse) 5 décembre 1757 - (Toulouse) 14 février 1841 est un chimiste, député sous le Corps législatif, Directeur de la Monnaie Royale des Médailles sous Louis XVIII, officier de la Légion d'Honneur et membre de l'Académie des Sciences Inscriptions et Belles-Lettres de Toulouse.

## Origines familiales
Issu d'une famille distinguée du Languedoc. Son père, Nicolas-Joseph Marcassus de Puymaurin (1718-1791) était syndic-général des Etats de Languedoc. Son grand'père fut nommé capitoul de Toulouse en 1721. Sa terre de Puymaurin fut érigée en baronnie, par Louis XV en 1724, accompagnée une pension viagère de 600 livres en récompense des services qu'il avait rendus au pays en rétablissant, en 1712, la manufacture de draps du château de la Terrasse, à Carbonne. 
Il était un grand collectionneur d'art. Il réunit les œuvres de Antoine Rivalz, Jean-Baptiste Despax, Carrache, Van Dyck… dans l'Hôtel d'Assézat que son père acquit en 1761. Protecteur des arts, le baron de Puymaurin fut à l'origine de nombreux embellissements de la ville de Toulouse.

## Biographie

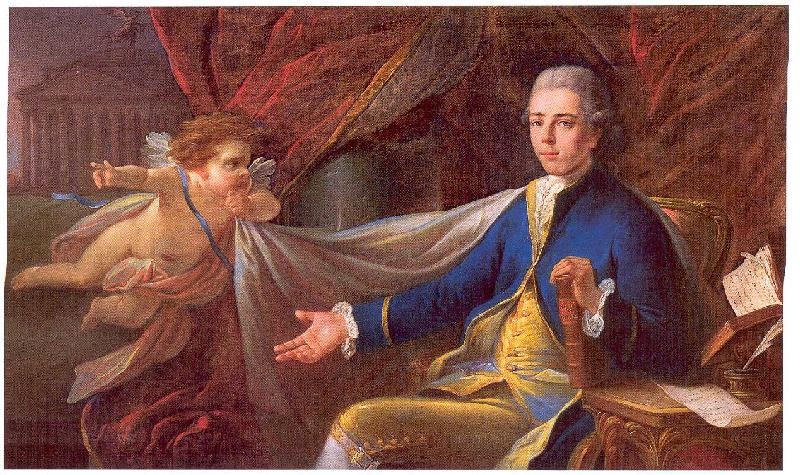
Tableau de Jacques Gamelin, représentant le futur baron, à 18 ans. Il constitue un des 4 portraits qui trônaient les dessus de portes à l'Hotel d'Assézat dans les salons de Puymaurin.

Jean-Pierre-Casimir Marcassus de Puymaurin, seigneur de Puymaurin, propriétaire terrien, s'adonnait à l'économie rurale et à la chimie lorsque la Révolution éclata. 
En 1787, il introduisit en France la gravure sur verre par l'acide fluorhydrique. 
Il fut convoqué à l'assemblée de la noblesse du Comminges, tenue à Muret en 1789. L'obscurité dans laquelle il vivait le préserva des persécutions révolutionnaires, et il ne parut sur la scène politique qu'après le Consulat. Il devint Conseiller municipal de Toulouse et conseiller général de la Haute-Garonne. 
Élu, en 1805, candidat au Corps législatif, il fut aussitôt appelé par le sénat. Il n'y fit rien de remarquable pendant la première session; mais réélu en 1811, il rendit compte des résultats des expériences faites sous sa surveillance pour la fabrication de l'indigo-pastel indigène, prit part à la discussion sur l'importation des fers étrangers, sur les douanes et l'exportation des grains. Interrompu dans ses fonctions législatives par le retour inattendu de Bonaparte, M. de Puymaurin, qui en 1814 s'était l'un des premiers réjoui de sa chute, se retira dans ses terres, et y attendit la fin des cent-jours. Il fut réélu député en août 1815 et ce jusqu'à 1830.   
Nommé le 1er mai 1816 directeur de la Monnaie Royale des Médailles, c'est lui qui proposa et fit adopter l'inscription qui figure sur le monument expiatoire de Louis XVI. Il obtint peu après que son fils aîné lui succédât dans tout  ce qui avait rapport au service actif de cet emploi, et lui fit avoir la croix de la Légion d'honneur. Réélu en 1824, par l'arrondissement de Muret, qu'il présidait, M. de Puymaurin continua sa carrière législative. Ses saillies gasconnes égayaient souvent les graves discussions de la Chambre. Il aimait à rendre service sans distinction d'opinion, et on prétendait qu'un libéral était aussi bien reçu chez lui qu'un ministériel ou un royaliste, pourvu qu'il soit son compatriote. Le recueil des actes de l'académie de Toulouse renferme plusieurs mémoires de M. de Puymaurin, entre autres sur les moyens de rendre les ciments indestructibles ; sur un nouveau rouleau à battre les grains. Monsieur de Puymaurin était  membre des académies de Toulouse, Stockholm, Yvetot, Châteaulin, etc. 
Il avait épousé Marie-Antoinette de Bonne. Il habitait à Toulouse dans l'hôtel de Puymaurin, rue du Vieux-Raisin. Il est l'oncle par alliance de l'officier de marine Gaston Rocquemaurel.  

## Écrits
- Mémoires sur différens sujets relatifs aux sciences et aux arts[3], Toulouse, Douladoure, 1811.